# Marca obertenga
La Marca Obertenga fu un territorio vassallo del Regno d'Italia e del Sacro Romano Impero, insieme alle altre marche in cui era divisa l'Italia nord-occidentale, arduinica, anscarica ed aleramica.

## Storia
I territori in possesso degli Obertenghi, famiglia di origine longobarda, comprendevano la Lombardia odierna, la Svizzera italiana, Novara, l'Emilia con Bologna esclusa (poi si aggiunse anche Ferrara) parte del Piemonte (parte dell'Oltregiogo con Tortona, Novi Ligure) e parte della Liguria e della Toscana, dal Genovesato fino alla Lunigiana e alla Garfagnana, e poi indirettamente anche la Corsica e parte della Sardegna.
Oberto I, conte di Luni, discendente di Suppone II duca di Spoleto e conte palatino, fu investito da Berengario II nel 951 della marca detta obertenga.
I suoi figli e nipoti parteciparono alla lotta di Arduino d'Ivrea contro Enrico II il Santo. Alcuni discendenti di Oberto diedero poi origine ai Malaspina, agli Este, ai Pallavicino, ai Gavi, ai Cavalcabò e ad altre famiglie italiane.

## Divisione

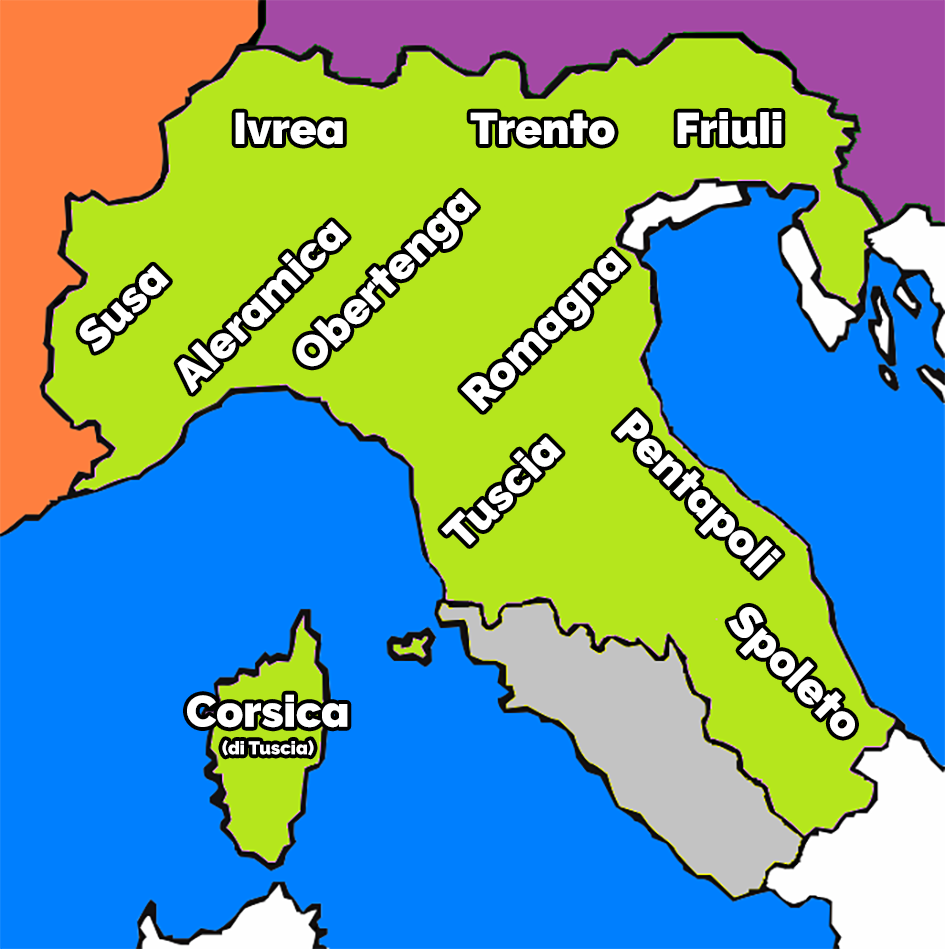
Marche del Regno d'Italia sotto Lotario II.

Nel 950-951 il re Berengario terminò la riorganizzazione del territorio ligure e del nord d'Italia, iniziata da Ugo di Provenza.
- conte Aleramo del Monferrato (Marca Aleramica - Liguria centro-occidentale con Vercelli, il Monferrato, Ceva, Acqui Terme, Ovada fino alle coste liguri di ponente da Oneglia fino ad Albenga);
- conte di Torino Arduino il Glabro (Marca Arduinica - Torino e Ivrea fino alle Alpi Marittime e sulle coste liguri dal Nizzardo e da Ventimiglia a Sanremo);
- marchese Oberto I il Grande marchese di Milano e conte di Luni (la Marca Obertenga, detta poi Marca Januensis - Liguria orientale).

Quest'ultimo era stato nominato marchese di Milano e di Genova già prima del 951, con autorità sui Comitati di Luni, prima appartenente ai marchesi di Tuscia, di Milano, Genova, Tortona, Pavia (governati direttamente) e su quelli di Bobbio, Piacenza, Cremona, Parma, Modena e Reggio Emilia, Ferrara, Ascoli Piceno (si aggiunse in un secondo tempo), poi feudi minori (governati da vescovi od abati od altri feudatari).
Gli eredi di Oberto I, Adalberto I e Oberto II, mantennero in consorzio la carica marchionale con l'appoggio imperiale da Ottone I ad Arduino e Corrado II.

## Marchesi
- Adalberto il Margravio, (*X secolo †~951)", "marchese d'Italia", reggente la marca di Milano comprendente la Lombardia e parte della Liguria
- Oberto I, *~951 †~975
- Oberto II, *~975 †~1014
- Adalberto I, *~996 †~1002 (con il fratello Oberto II)
- Ugo, *~1014 †~1014
- Alberto Azzo I, *~1014 †~1029
- Alberto Azzo II, *~1029 †~1097
- Folco I, *~1097 †~1136
- Obizzo I, *~1136 †~1193